# Glarner Kalberwurst

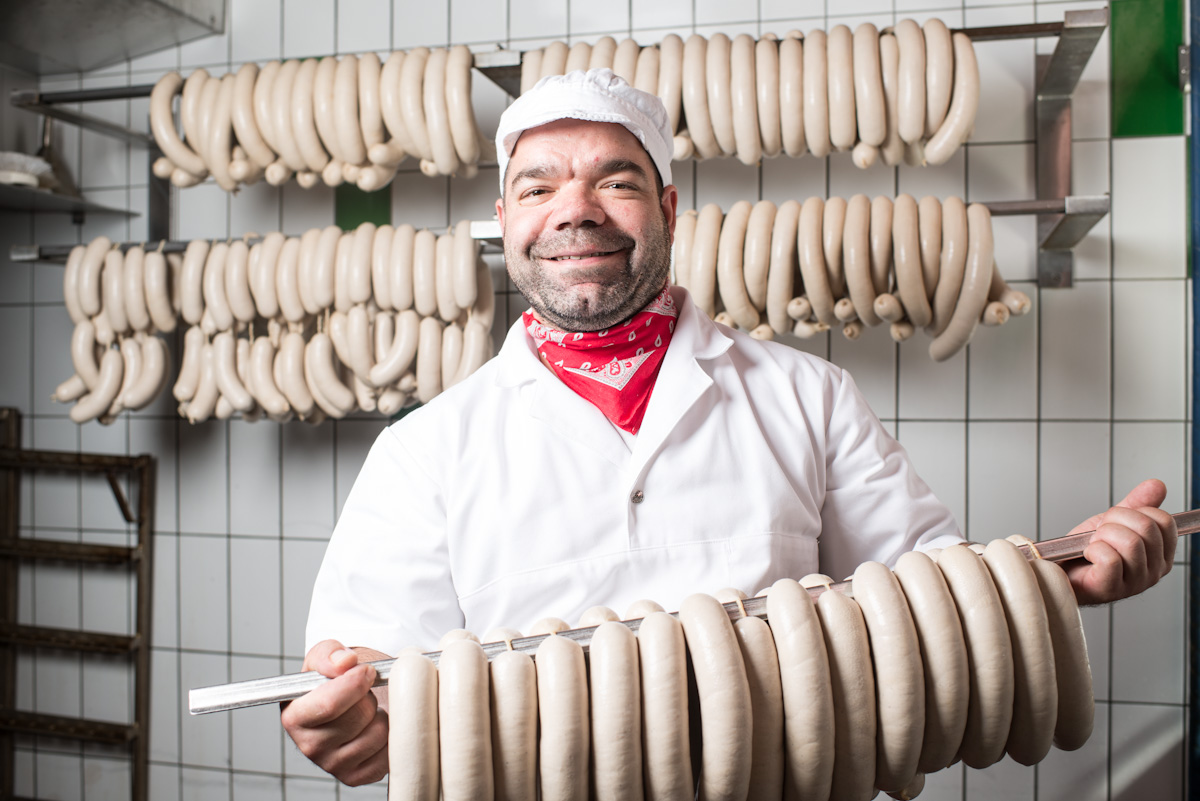
Kalberwürste

Die Glarner Kalberwurst (im Dialekt: Chalberwurscht) ist eine Brühwurstsorte aus dem Schweizer Kanton Glarus.
Sie ist weiss und enthält Kalbfleisch, Speck, Weissbrot, Hühnerei und Milch.
Die Glarner Kalberwurst wird üblicherweise an gebundener Zwiebelsauce mit Kartoffelstock und Dörrzwetschgenkompott gegessen. Sie wird traditionell jeden Mai am Sonntag der Glarner Landsgemeinde mit Kartoffelstock und gedörrten und gekochten Zwetschgen serviert.
Der Begriff ist als geschützte geografische Angabe und als Wortmarke geschützt. Die Wurst wird ausschliesslich im Kanton Glarus produziert.

## Geschichte
In der Beschreibung „Der Kanton Glarus“ aus dem Jahr 1846 erwähnen die Autoren die Kalberwurst als „dem Glarnerland eigenthümlich“. Im Kanton war die Rezeptur der mit Brot angereicherten Brühwurst zu Beginn des 20. Jahrhunderts so umstritten, dass an der Landsgemeinde im Jahr 1920 der genaue Wurstinhalt per Gesetz definiert wurde. Zudem bestand das Problem, dass das schweizerische Lebensmittelgesetz aus dem Jahre 1905 und die Lebensmittelverordnung aus dem Jahr 1936 die Zugabe von nicht-fleischlichen Bestandteilen zum Wurstbrät untersagte. Seit 1957 dürfen die Würste mit einer Sonderbewilligung auf dem Kantonsgebiet nach Glarner Rezept hergestellt werden. Seit 1992 erlaubt das neue schweizerische Lebensmittelgesetz das Beimischen von Brot zum Wurstbrät.